# پوکاموکو
پوکاموکو (به اسپانیایی: Pukamuqu) یک کوه در پرو است که در Peru, Cusco Region, Cusco Province واقع شده‌است. پوکاموکو ۳٬۶۰۰ متر بالاتر از سطح دریا واقع شده‌است.